# Matamoras (Pensilvânia)
Matamoras é um distrito localizado no estado norte-americano de Pensilvânia, no Condado de Pike.

## Demografia
Segundo o censo norte-americano de 2000, a sua população era de 2312 habitantes.
Em 2006, foi estimada uma população de 2623, um aumento de 311 (13.5%).

## Geografia
De acordo com o United States Census Bureau tem uma área de
2,0 km², dos quais 1,8 km² cobertos por terra e 0,2 km² cobertos por água.

## Localidades na vizinhança
O diagrama seguinte representa as localidades num raio de 20 km ao redor de Matamoras.